# Émile Peytavin
Émile Peytavin, né le 28 avril 1898 au Bleymard (Lozère), mort le 25 décembre 1972 à Mende (Lozère), est un professeur, directeur de collège technique, inspecteur général de l’enseignement technique, militant socialiste et résistant français.

## Biographie

### Jeunesse
Il naît le 28 avril 1898 au Bleymard. Fils d'un père instituteur et d'une mère sans profession, il effectue des études à l’école des Arts et métiers de Cluny mais celles-ci sont interrompues par la première guerre mondiale.

### Première guerre mondiale
Incorporé le 18 avril 1917 au sein du 16e régiment d’artillerie, il monte au front à partir de février 1918. Sa conduite courageuse lui vaut en juin 1918 une citation, la Croix de guerre et la promotion au grade de sous-lieutenant en septembre. Selon son témoignage, il est victime des gaz asphyxiants, ce qui lui cause a posteriori une pleurésie qui dégénère en tuberculose. Il revient en Lozère à Marvejols pour se soigner. Or, cette affection ne figure pas dans son dossier militaire qui indique sa mise à disposition du service général des prisonniers de guerre à Roanne le 5 septembre 1919 puis replacé, à sa demande, au grade de maréchal des logis chef, le 14 décembre 1919, et renvoyé à l’École de Cluny pour y terminer ses études. Il lui reste quatre mois de service militaire actif à faire, qu’il accomplit du 15 septembre 1920 au 28 février 1921 dans le 32e régiment d’artillerie, en tant que sous-lieutenant.

### Carrière et militant socialiste
Il commence à enseigner en 1922 comme professeur à l’école pratique de commerce et d’industrie de Mende, puis en 1929, est nommé directeur de l’EPCI de Bort-les-Orgues (Corrèze).
Militant socialiste SFIO actif, il se présente comme candidat à l’élection législative de 1928 à Marvejols, où il recueille au 1er tour 2 472 voix sur 12 130 inscrits, contre Pierre de Chambrun, élu de façon continue depuis 1902, qui est réélu. Il échoue à nouveau lors de la législative complémentaire du 2 avril 1933, en raison de l’élection de de Chambrun au Sénat. Après son départ du département en août 1929 vers la Corrèze, il continue de publier des articles favorables à la participation ministérielle des socialistes dans l’Union des gauches de la Lozère.

### Engagement et actions dans laRésistance
Après avoir été rappelé en septembre 1939 et démobilisé en 1940, il retrouve son poste de directeur au collège de Brive (Corrèze). Dès 1940, il entre en contact avec les opposants au régime de Vichy.
Se sachant menacé après avoir contacté la Résistance en Corrèze, il retourne en Lozère, à Mende, où il prend la charge du secteur de Mende de la Résistance (mouvement Combat). L'Armée secrète (AS) de Lozère est officiellement créée en 1942 dans sa villa. Il a pour adjoint Jean Mazel. Lorsque Gilbert de Chambrun est nommé chef régional, Peytavin devient chef militaire en Lozère.
Il est recherché par la direction des services de la police de sûreté, signalé par avis du 7 mars 1944 et dans la demande diffusion n° 233 du 1er mars 1944. Il y est décrit ainsi « 45 ans, 1 m75, cheveux gris, front hauteur grande, yeux bleus, allure sportive ».
Après une dénonciation menant à l'arrestation d'Henri Bourrillon, il passe à la clandestinité le 28 février 1944, en échappant de peu à une arrestation au col de Jalcreste. Il se réfugie à Albaret-Sainte-Marie auprès de l'instituteur Jean Galvier qui lui fournit de faux papiers. En avril 1944, Gilbert de Chambrun le nomme à la tête des corps francs de la Libération (CFL), organisation regroupant tous les groupes et maquis, à l’exception des FTPF.
À la suite des combats du Mont Mouchet (10-11 juin 1944) et du Réduit de la Truyère (20-21 juin 1944), il devient l'un des organisateurs du maquis de Haute-Lozère sous le commandement de Maurice David dit « Thomas ». Surnommé lieutenant-colonel « Ernest », il devient chef de la subdivision militaire de la Lozère et chef départemental des FFI. En août 1944, il organise avec David l'encerclement de Mende menant à la libération de la ville.
Grâce à son engagement, Émile Peytavin accède aux fonctions de président du Comité départemental de Libération, ce qui lui permet de présider le comité de rédaction du journal La Lozère libre, créé le 28 août 1944. Il est proposé par le préfet Henri Cordesse pour siéger au conseil général en janvier 1945, en tant que représentant de Mende-ville.

### Vie après la guerre
Après la guerre, il est réintégré en octobre 1945 dans l’enseignement technique comme inspecteur principal de l’académie de Paris et est nommé en juin 1946 membre du Conseil de l’enseignement technique. Enfin, il est promu inspecteur général des disciplines industrielles à Paris, Lille et Montpellier. Il prend sa retraite en 1968. Il est l'auteur de plusieurs ouvrages portant sur la Résistance en Lozère.
Il est fait officier de la Légion d'honneur par décret du 19 novembre 1945.
En 1953 et en 1967, il fait partie du comité de parrainage de la revue La Pensée.
Il meurt le 25 décembre 1972 à l'hôpital de Mende, à 74 ans. Il est inhumé à Ispagnac.

## Hommages
Le lycée public général et technologique Émile-Peytavin de Mende porte son nom.